# ديفيد والش (صحفي)
ديفيد والش (بالإنجليزية: David Walsh)‏ هو كاتب وصحفي أيرلندي، ولد في 17 يونيو 1955.